# 密腺毛蒿
密腺毛蒿（学名：Artemisia viscidissima）是菊科蒿属的植物，是中国的特有植物。分布在中国大陆的西藏等地，常生长在疏林下，目前尚未由人工引种栽培。